# Sovětská hokejová reprezentace
Článek Sovětská hokejová reprezentace uvádí přehled výsledků reprezentace Sovětského svazu v ledním hokeji na Zimních olympijských hrách v letech 1956 až 1992 a na Mistrovstvích světa v ledním hokeji v letech 1954 až 1991. Její nástupnickou reprezentací se stala v roce 1992 hokejová reprezentace Společenství nezávislých států a poté v roce 1993 Ruská hokejová reprezentace.

## Lední hokej na olympijských hrách
| Hokej na ZOH | Místo ZOH                        | Umístění         | Soupiska | Trenér                                              |
| ------------ | -------------------------------- | ---------------- | -------- | --------------------------------------------------- |
| LOH - 1920   | Antverpy (Belgie)                | nezúčastnili se  |          |                                                     |
| ZOH - 1924   | Chamonix (Francie)               | nezúčastnili se  |          |                                                     |
| ZOH - 1928   | Svatý Mořic (Švýcarsko)          | nezúčastnili se  |          |                                                     |
| ZOH - 1932   | Lake Placid (USA)                | nezúčastnili se  |          |                                                     |
| ZOH - 1936   | Garmisch-Partenkirchen (Německo) | nezúčastnili se  |          |                                                     |
| ZOH - 1948   | Svatý Mořic (Švýcarsko)          | nezúčastnili se  |          |                                                     |
| ZOH - 1952   | Oslo (Norsko)                    | nezúčastnili se  |          |                                                     |
| ZOH - 1956   | Cortina d'Ampezzo (Itálie)       | Zlatá medaile    | Soupiska | Anatolij Tarasov, Vladimir Jegorov                  |
| ZOH - 1960   | Squaw Valley (USA)               | Bronzová medaile | Soupiska | Anatolij Tarasov, Vladimir Jegorov                  |
| ZOH - 1964   | Innsbruck (Rakousko)             | Zlatá medaile    | Soupiska | Arkadij Černyšov, Anatolij Tarasov                  |
| ZOH - 1968   | Grenoble (Francie)               | Zlatá medaile    | Soupiska | Arkadij Černyšov, Anatolij Tarasov                  |
| ZOH - 1972   | Sapporo (Japonsko)               | Zlatá medaile    | Soupiska | Arkadij Černyšov, Anatolij Tarasov                  |
| ZOH - 1976   | Innsbruck (Rakousko)             | Zlatá medaile    | Soupiska | Boris Kulagin, Konstantin Loktěv, Vladimir Jurzinov |
| ZOH - 1980   | Lake Placid (USA)                | Stříbrná medaile | Soupiska | Viktor Tichonov, Vladimir Jurzinov                  |
| ZOH - 1984   | Sarajevo (Jugoslávie)            | Zlatá medaile    | Soupiska | Viktor Tichonov, Vladimir Jurzinov                  |
| ZOH - 1988   | Calgary (Kanada)                 | Zlatá medaile    | Soupiska | Viktor Tichonov, Vladimir Jurzinov, Igor Dmitrijev  |
| ZOH - 1992   | Albertville (Francie)            | Zlatá medaile    | Soupiska | Viktor Tichonov, Vladimir Jurzinov, Igor Dmitrijev  |

dále pokračuje Rusko

## Mistrovství světa
| Hokej na MS | Místo turnaje                                                    | Umístění         | Soupiska | Trenér                                              |
| ----------- | ---------------------------------------------------------------- | ---------------- | -------- | --------------------------------------------------- |
| MS - 1954   | Švédsko (Stockholm)                                              | Zlatá medaile    | Soupiska | Arkadij Černyšov                                    |
| MS - 1955   | NSR (Krefeld, Düsseldorf, Dortmund, Köln)                        | Stříbrná medaile | Soupiska | Arkadij Černyšov                                    |
| MS - 1957   | SSSR (Moskva)                                                    | Stříbrná medaile | Soupiska | Arkadij Černyšov, Vladimir Jegorov                  |
| MS - 1958   | Norsko (Oslo)                                                    | Stříbrná medaile | Soupiska | Anatolij Tarasov, Vladimir Jegorov                  |
| MS - 1959   | Československo (Bratislava, Ostrava, Brno, Kladno, Kolín, Praha) | Stříbrná medaile | Soupiska | Anatolij Tarasov, Vladimir Jegorov                  |
| MS - 1961   | Švýcarsko (Ženeva, Lausanne)                                     | Bronzová medaile | Soupiska | Arkadij Černyšov, Vladimir Jegorov                  |
| MS - 1962   | USA (Colorado Springs, Denver) neúčast zemí východního bloku     |                  |          |                                                     |
| MS - 1963   | Švédsko (Stockholm)                                              | Zlatá medaile    | Soupiska | Arkadij Černyšov, Anatolij Tarasov                  |
| MS - 1965   | Finsko (Tampere, Pori)                                           | Zlatá medaile    | Soupiska | Arkadij Černyšov, Anatolij Tarasov                  |
| MS - 1966   | Jugoslávie (Lublaň)                                              | Zlatá medaile    | Soupiska | Arkadij Černyšov, Anatolij Tarasov                  |
| MS - 1967   | Rakousko (Vídeň)                                                 | Zlatá medaile    | Soupiska | Arkadij Černyšov, Anatolij Tarasov                  |
| MS - 1969   | Švédsko (Stockholm)                                              | Zlatá medaile    | Soupiska | Arkadij Černyšov, Anatolij Tarasov                  |
| MS - 1970   | Švédsko (Stockholm)                                              | Zlatá medaile    | Soupiska | Arkadij Černyšov, Anatolij Tarasov                  |
| MS - 1971   | Švýcarsko (Bern, Ženeva)                                         | Zlatá medaile    | Soupiska | Arkadij Černyšov, Anatolij Tarasov                  |
| MS - 1972   | ČSSR (Praha)                                                     | Stříbrná medaile | Soupiska | Vsevolod Bobrov, Nikolaj Pučkov                     |
| MS - 1973   | SSSR (Moskva)                                                    | Zlatá medaile    | Soupiska | Vsevolod Bobrov, Boris Kulagin                      |
| MS - 1974   | Finsko (Helsinky)                                                | Zlatá medaile    | Soupiska | Vsevolod Bobrov, Boris Kulagin                      |
| MS - 1975   | NSR (Mnichov, Düsseldorf)                                        | Zlatá medaile    | Soupiska | Boris Kulagin, Vladimir Jurzinov                    |
| MS - 1976   | Polsko (Katovice)                                                | Stříbrná medaile | Soupiska | Boris Kulagin, Konstantin Loktěv, Vladimir Jurzinov |
| MS - 1977   | Rakousko (Vídeň)                                                 | Bronzová medaile | Soupiska | Boris Kulagin, Konstantin Loktěv, Vladimir Jurzinov |
| MS - 1978   | ČSSR (Praha)                                                     | Zlatá medaile    | Soupiska | Viktor Tichonov, Vladimir Jurzinov                  |
| MS - 1979   | SSSR (Moskva)                                                    | Zlatá medaile    | Soupiska | Viktor Tichonov, Vladimir Jurzinov                  |
| MS - 1981   | Švédsko (Stockholm, Göteborg)                                    | Zlatá medaile    | Soupiska | Viktor Tichonov, Vladimir Jurzinov                  |
| MS - 1982   | Finsko (Tampere, Helsinky)                                       | Zlatá medaile    | Soupiska | Viktor Tichonov                                     |
| MS - 1983   | NSR (Düsseldorf, Dortmund, Mnichov)                              | Zlatá medaile    | Soupiska | Viktor Tichonov, Vladimir Jurzinov                  |
| MS - 1985   | ČSSR (Praha)                                                     | Bronzová medaile | Soupiska | Viktor Tichonov, Vladimir Jurzinov                  |
| MS - 1986   | SSSR (Moskva)                                                    | Zlatá medaile    | Soupiska | Viktor Tichonov, Vladimir Jurzinov                  |
| MS - 1987   | Rakousko (Vídeň)                                                 | Stříbrná medaile | Soupiska | Viktor Tichonov, Vladimir Jurzinov                  |
| MS - 1989   | Švédsko (Stockholm)                                              | Zlatá medaile    | Soupiska | Viktor Tichonov, Igor Dmitrijev                     |
| MS - 1990   | Švýcarsko (Bonn, Fribourg)                                       | Zlatá medaile    | Soupiska | Viktor Tichonov, Igor Dmitrijev                     |
| MS - 1991   | Finsko (Turku, Tampere, Helsinky)                                | Bronzová medaile | Soupiska | Viktor Tichonov, Igor Dmitrijev                     |

dále pokračuje Rusko

## Dresy
| 1972–1976 | 1976–1984 | 1984 | 1985 | 1987 | 1988 |
|           |           |      |      |      |      |

| 1972–1976 |
|           |